# 美麗斜紋蟹
美麗斜紋蟹（学名：Plagusia speciosa）为斜纹蟹科斜纹蟹属下的一个种。其种加词“speciosa”意为“外表美丽的”。